# Rábakisfalud
Rábakisfalud (szlovénül: Mala ves, régi vend neve Malovešice, németül: Kleindörffl, vagy Kleindörfflein, Minihof) egykori település a Vendvidéken, amelyet 1983-ban Talapatkával Máriaújfalu név alatt egyesítettek. A régi dokumentumokban gyakran csak Kisfalud néven áll, megkülönböztetés végett illesztették hozzá a Rába- jelzőt, mivel a Rába folyótól csak néhány kilométerre fekszik.
Első írásos említése 1277-ben villa Kysfolud alakban ismert, 1362-ben már Kysfalud formában említették. A településen judicatus működött, amely Talapatkát is igazgatta. A falu a kezdetektől a szentgotthárdi ciszterci apátság részét alkotta, 1526-ban telepítést is hajtottak végre a településen. A cisztereken kívül a Thurzó és Széchy családok birtokában is állt a 16. században. Kisfalud mindvégig apró település maradt, a régi urbáriumok sem jeleznek jelentős számú lakosságot a településen.
1622-ben Talapatkával együtt hódolt meg a törököknek, de a két falu más-más török földesúrnak adózott. Kisfalud ura egy bizonyos Ali aga volt, valamelyik Palota nevet viselő helységből. A hódolás ellenére a falut a török megtámadta, 65 embert elhurcolt, hármat megölt. 1640-ben új földesura lett a falunak, egy Ahmed Hodzsa nevű szpáhi. A település komolyan megszenvedte az 1664-es szentgotthárdi csata pusztításait.
A település jobbágyfalu volt, de 1728-ban egy kovácsmestert is összeírtak benne, aki 10 forint jövedelemmel rendelkezett. Az 1767. évi urbárium kapcsán problémák keletkeztek, mert a kisfaludiak nem kaptak tájékoztatást kötelezettségeiket illetően, sokáig tizedet, vagy kilencedet sem fizettek. Ebben az időben németek is éltek a településen. 1890-ben 4 szlovént (vendet) is összeírtak a faluban.
1930-ban alig 48 ember lakta, de az évszázadok alatt igen összeépült Talapatkával, a falu lakói már régóta együttműködtek.
Főutcája a nagyjából észak-déli irányban húzódó 7455-ös út, ez köti össze a déli szomszédjában fekvő Talapatkával (és azon keresztül Őriszentpéter térségével) éppúgy, mint a 8-as főút vasszentmihályi szakaszától Szentgotthárd központjáig vezető 7454-es úttal is